# Boy Gé Mendès
Boy Gé Mendès est un chanteur cap-verdien né né Gerard Mendes en 1952 à Dakar au Sénégal. Il fut membre du group Cabo Verde Show.
Son style musical est le morna.

## Biographie
Boy Gé Mendès est le père de Mika Mendes, chanteur de zouk.

## Albums
- 1999 : Noite de morabeza
- 1997 : Lagoa
- 1995 : Di Oro